# Manuel Amoros
Manuel Amoros (Nîmes, 1 februari 1962) is een voormalig Franse voetballer. Hij kwam 82 keer uit voor het nationale elftal, onder andere op het EK van 1984 en 1992 en de WK's van 1982 en 1986.

## Carrière
Amoros speelde het grootste deel van zijn carrière voor het Franse AS Monaco in de Ligue 1, maar hij maakte de meeste faam met zijn optreden voor Les Bleus waar hij jarenlang de aanvoerder was. Bekend is zijn schot vanaf bijna dertig meter tegen West-Duitsland in de 119e minuut, op het WK van 1982. In de penaltyserie die volgde scoorde hij overigens wel.
Bij het Europees kampioenschap voetbal 1984 in Frankrijk liet Amoros ook een duistere zijde zien. Tijdens de openingswedstrijd tegen Denemarken werd hij getackeld door een Deense middenvelder. Terwijl de scheidsrechter een gele kaart uit zijn borstzak haalde, sprong Amoros op en gaf de middenvelder een kopstoot op diens voorhoofd, terwijl de scheidsrechter erbij stond te kijken. Het leverde hem een rode kaart op en een schorsing van drie wedstrijden, maar in de finale tegen Spanje zat hij weer op de bank. Hij zag zijn elftal met 2-0 winnen in het Parc des Princes.
Op het WK van 1986 werd de toen 24-jarige Amoros overschaduwd door spelers als Diego Maradona, Michel Platini, Harald Schumacher, Emilio Butragueño, Gary Lineker en Enzo Scifo. Desondanks werd hij gekozen tot de beste rechtsback van het WK door de internationale pers.

## Trainerscarrière
Op 16 juni 2010 werd Amoros aangesteld als bondscoach van de eilandengroep Comoren. Het Afrikaanse land doet voor het eerst mee aan de kwalificatie voor de Afrika Cup. Amoros kwam over van Olympique Marseille, waar hij met de jeugd werkte.

## Erelijst
Met AS Monaco:
- Ligue 1: 1988
- Coupe de France: 1985

Met Olympique Marseille:
- Ligue 1: 1990, 1991, 1992
- Champions League: 1993

Met Frankrijk:
- Europees kampioen: 1984